# Speyerer Brezelfest

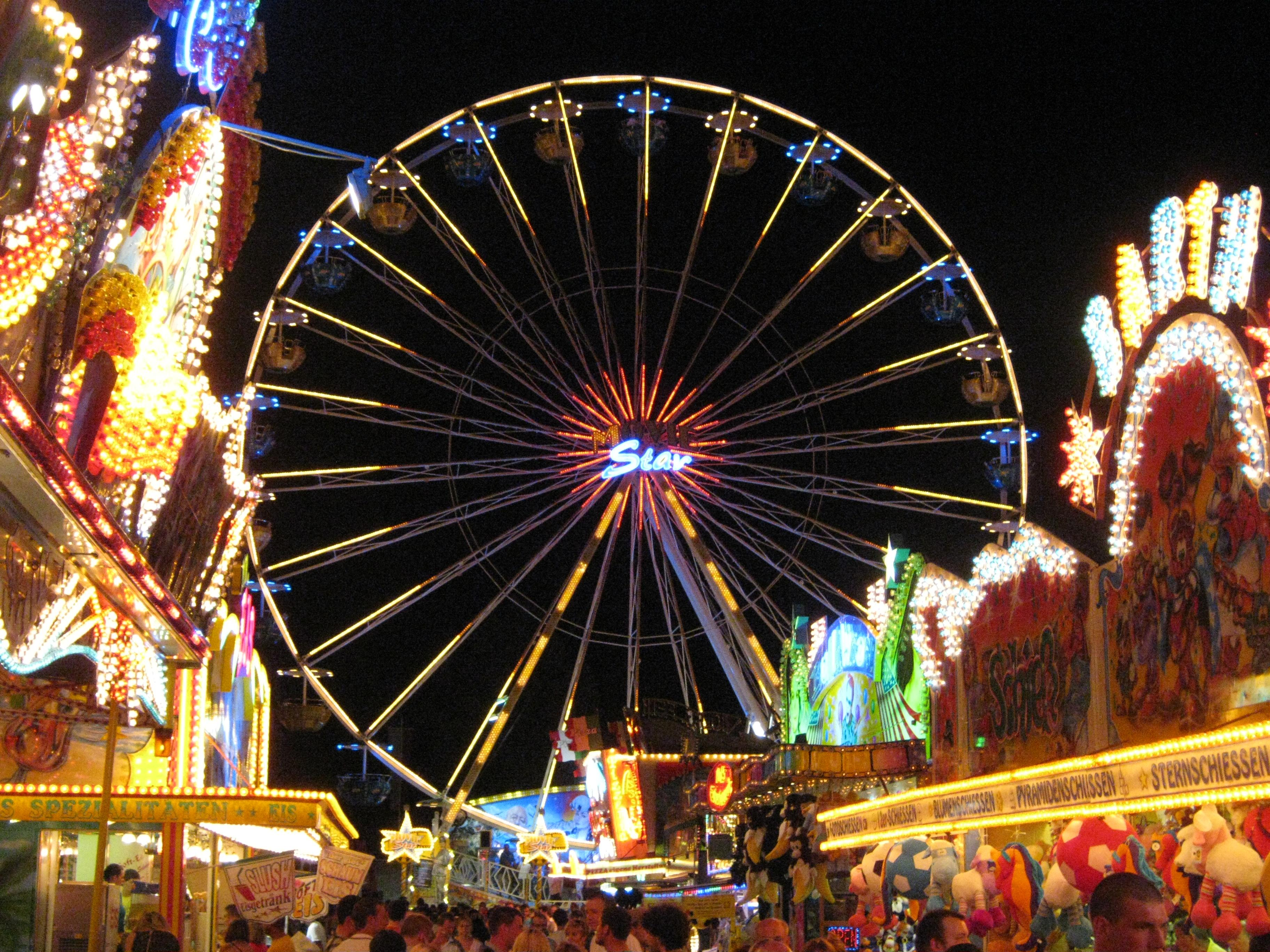
Speyerer Brezelfest

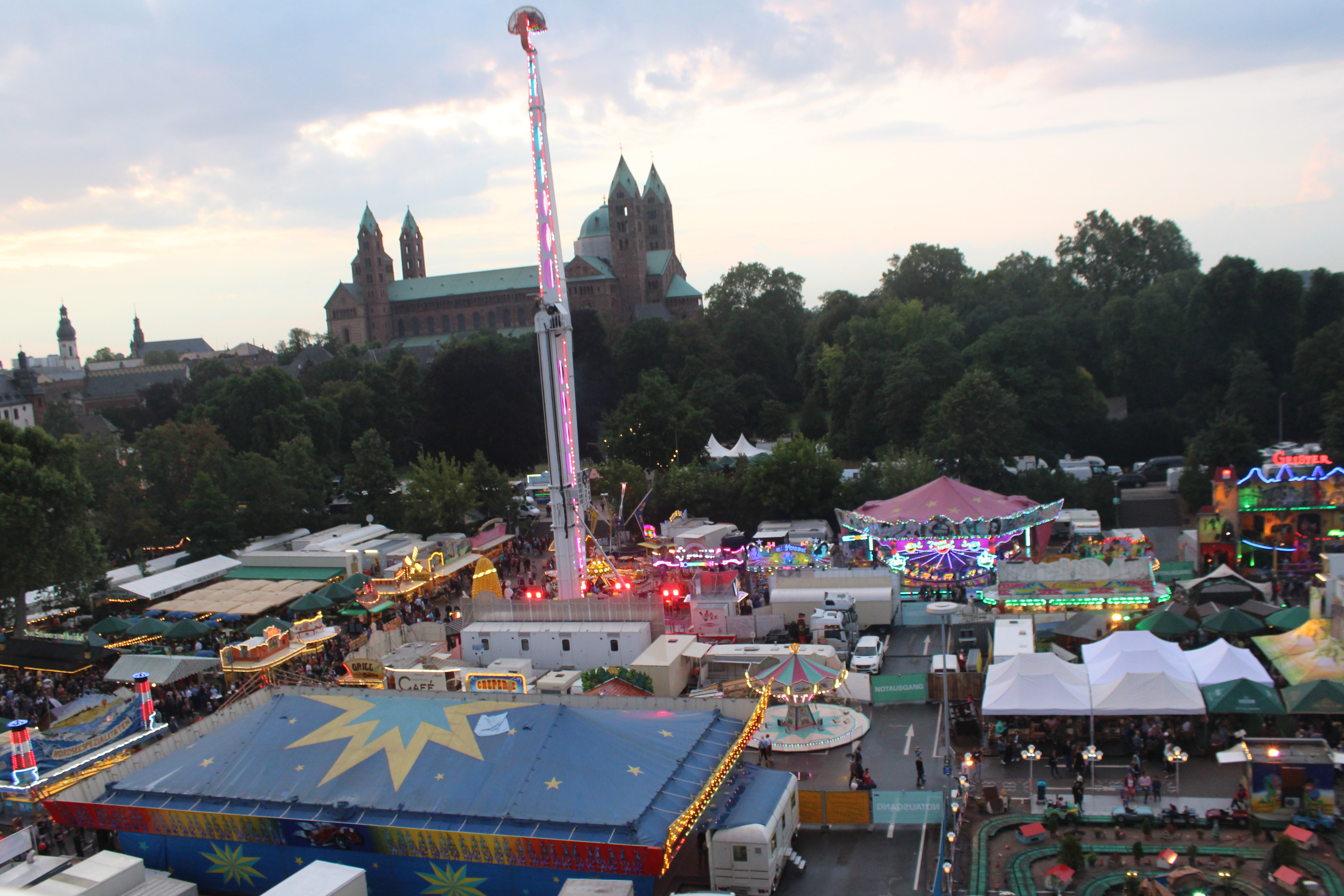
Brezelfest Speyer 2019, fotografiert vom Riesenrad

Das Speyerer Brezelfest ist ein Volksfest in der Stadt Speyer, das jährlich am zweiten Wochenende im Juli von Donnerstag bis Dienstag stattfindet.

## Geschichte
Das Fest entstand auf Initiative des Verkehrsvereins Speyer zur Absatzförderung der Speyerer Brauereien, Brezelbäcker und Tabakfabrikanten und wurde 1910 erstmals abgehalten. Heute gilt es als eines der größten Volksfeste am Oberrhein und zieht in vier Tagen 300.000 Gäste an. Mit der Zeit kamen zahlreiche begleitende Veranstaltungen hinzu: ein Festzug mit über 100 Fanfarenzügen, Vereinen, Gruppen und Festwagen, von denen unter anderem etwa 22.000 Brezeln unters Volk geworfen werden, der „Brezelfestlauf“ (mit einem internationalen Lauf über 8.200 m), Turniere und Wettkämpfe sowie ein Feuerwerk zum Abschluss am Dienstag.
Im Rahmen des Festes wurden immer wieder kuriose Weltrekorde aufgestellt. So gelang 2014 die längste Lederhosen-Dirndl-Polonaise mit 2679 Teilnehmern. 2016 wurde ein Tanzboden, gebildet von zehn LKWs, mehr als 600 Meter nur durch Muskelkraft vom Altpörtel zum Dom und anschließend bis zum Festplatz bewegt.
Seit 2002 pflegt Speyer Beziehungen zur Brezelpartnerstadt Kirchhellen, wo alle 3 Jahre ebenfalls ein Brezelfest gefeiert wird.